# 垃圾話
垃圾話（英語：Trash-talk，  香港稱廢話、台灣稱嘴砲）是在體育界和多人連線遊戲中，常用的一種侮辱及騷擾手段。这是一种心理战，作用是令對方感到厭煩或被激怒。使用垃圾話的人士會在對方的耳邊不停說無意義或者侮辱性的話，以激起對方情緒從而影響表現。
1960至70年代，拳王阿里將垃圾話發揚光大，甚至在1963年出版过一張垃圾話專輯。自此，垃圾話開始被廣泛使用在各類體育項目。但是在很多人眼中，垃圾話被視為是不君子行為。